# USS De Haven (DD-469)
Lo USS De Haven (hull classification symbol DD-469) fu un cacciatorpediniere della United States Navy, entrato in servizio nel settembre 1942 come parte della classe Fletcher.
Attivo durante la seconda guerra mondiale, il cacciatorpediniere servì nel teatro bellico dell'oceano Pacifico contro le forze dell'Impero giapponese prendendo parte alla campagna di Guadalcanal. Il 1º febbraio 1943 la nave fu sorpresa al largo dell'isola di Savo da un attacco aereo di velivoli giapponesi, venendo colata a picco con gravi perdite umane tra il suo equipaggio.

## Storia
Impostata il 27 settembre 1941 nei cantieri della Bath Iron Works di Bath nel Maine, la nave venne varata il 28 giugno 1942 con il nome di De Haven in onore di Edwin De Haven, esploratore e ufficiale della US Navy vissuto nella prima metà del XIX secolo; madrina del varo fu H. N. De Haven, pronipote di Edwin De Haven. La nave entrò quindi ufficialmente in servizio il 21 settembre 1942, e dopo aver completato la messa a punto e l'addestramento dell'equipaggio salpò da Norfolk per trasferirsi via canale di Panama nell'oceano Pacifico; raggiunta Tongatapu nelle Tonga il 28 novembre, la nave fu aggregata il 7 dicembre seguente come scorta a un convoglio di trasporti truppe diretti a Guadalcanal nelle isole Salomone. Portato a destinazione il convoglio il 14 dicembre, il De Haven diresse quindi per la base di Espiritu Santo.
Tra la fine di dicembre 1942 e poi per tutto il gennaio 1943 il De Haven operò nelle Salomone meridionali a partire dalle basi di Espiritu Santo e Noumea, impegnato in particolare nei pattugliamenti notturni per contrastare il Tokyo Express, le missioni di rifornimento portate avanti dalla Marina imperiale giapponese per supportare le truppe nipponiche durante gli scontri in corso a Guadalcanal. In aggiunta a questo compito, in gennaio il De Haven partecipò per due volte a bombardamenti costieri di basi giapponesi sull'isola di Kolombangara nell'arcipelago della Nuova Georgia.
Il 1º febbraio 1943 il De Haven fu assegnato come scorta a un gruppo navale comprendente una nave appoggio idrovolanti e sei LCT diretti a sbarcare truppe a Marovo sulla costa di Guadalcanal. Mentre nel pomeriggio di quello stesso giorno faceva rientro alla base scortando due degli LCT, il cacciatorpediniere si ritrovò ad essere attaccato da una formazione di velivoli giapponesi: questi ultimi erano impegnati in una missione di copertura nell'ambio dell'operazione Ke, l'evacuazione finale degli ultimi reparti giapponesi rimasti su Guadalcanal. Sei bombardieri in picchiata nipponici si avventarono sul De Haven, e per quanto il cacciatorpediniere riuscisse ad abbattere tre degli attaccanti fu ben presto centrato in rapida successione da tre bombe più una quarta caduta nelle vicinanze dello scafo: gli ordigni distrussero la plancia uccidendo buona parte degli ufficiali della nave tra cui il comandante, tenente comandante Charles Edward Tolman. Ormai condannato, il cacciatorpediniere affondò rapidamente nella posizione 9°09′S 159°52′E, circa due miglia a oriente dell'isola di Savo; nonostante il pronto soccorso offerto ai naufraghi da uno degli LCT che accompagnavano la nave, tra l'equipaggio del De Haven si contarono 167 morti e 38 feriti.
Il De Haven ricevette una Battle star per il suo servizio in guerra; il comandante Tolman fu insignito postumo dell'onorificenza della Navy Cross.